# 银嘴文鸟
银嘴文鸟（学名：Lonchura cantans），是梅花雀科文鸟属的一种，分布于埃及、埃塞俄比亚、厄立特里亚、贝宁、塞内加尔、乍得、马里、波多黎各（引进种）、毛里塔尼亚、喀麦隆、沙特阿拉伯、尼日尔、加纳、中非共和国、吉布提、尼日利亚、也门、肯尼亚、巴林（引进种）、坦桑尼亚、多哥、阿曼、美国（引进种）、冈比亚、葡萄牙（引进种）、苏丹、布基纳法索、索马里和乌干达。该物种的保护状况被评为无危。
银嘴文鸟的平均体重约为12.0克。栖息地包括干燥的稀树草原、耕地、亚热带或热带的（低地）干燥疏灌丛和牧草地。